# Нешангве Мунембіре
Нешангве Мунембіре (*д/н — бл. 1550) — 7-й мвене-мутапа (володар) Мономотапи в 1530—1550 роках.

## Життєпис
Походив з династії Мбіре. Онук мвене-мутапи Мукомберо Н'яхуме і син Карембери. Його батько втратив права на трон через якусь хвороби, ймовірно проказу. Втім після смерті стрийка Чікуйо Чисамаренгу близько 1530 року зумів отримав підтримку знаті та війська, тому став новим мвене-мутапою.
Спрямував зусилля на відродження політичної та економічної потуги держави. Для цього зумів приборкати амбіції держави Розві. Потім вступив в союз з португальцями, спільно з якими воював проти вождійства Ньямунда і Тете біля річки Замбезі. 1531 року португальська залога розташовувалася в Келімане, а невдовзі підкорило Тете. Хоча одного з супротивників Мономотапи було подолано, водночас полився вплив португальців, що тепер контролювали річку Замбезі від гирла до середньої течії.
Протягом 1540—1542 років вдалося завдати рішучої поразки Ньямунді, розширивши вплив Мономотапи до Замбезі. Наступні роки мвене=-мутапа приділяв відновленню торгівельних контактів з португальськими портами. Помер близько 1550 року. Йому спадкував стриєчний брат Чиведжре Ньясоро .